# Бауманский район (Москва)
Ба́уманский район — бывший район Москвы, существовавший в советское время. В 1991 году преобразован в Басманный район.

## Описание
Район был вытянут на северо-восток города, охватывая территорию от площадей Дзержинского (Лубянская) и Ногина (Варварские Ворота) до железной дороги по Рязанскому пути. Общая площадь составляла 630 гектар, из них зелёного массива — 87 гектар, водного — 6 гектар.
Главными дорогами считались улицы Богдана Хмельницкого (Маросейка), Чернышевского (Покровка), Карла Маркса (Старая Басманная), Спартаковская (б. Елоховская), Бакунинская (б. Покровская) и Бауманская (б. Немецкая).
Здание Райисполкома и районного комитета КПСС находились по адресу: Новая Басманная улица, дом № 37.

## История
Земля была застроена ещё в XIX веке. Район был образован в 1917 году путём реогранизации дореволюционного городского деления. До 1920 года существовал как Басманный район, затем был переименован в Бауманский в честь большевика Н. Э. Баумана. В 1968 году расширен.
История района как советского территориального образования связывалась в первую очередь с деятельностью революционеров и В. И. Ульяновым-Лениным. Так, в октябре 1905 года по адресу 2-я Бауманская улица, дом № 5 (сейчас главное здание МГТУ) находился московский комитет РСДРП, об этом свидетельствует мемориальная табличка. В революции 1905 года большую роль сыграло училище Фидлера. Во время Октябрьской революции 1917 года большевики заняли Курский вокзал, проводили бои за Алексеевское военное училище и за Кремль. С 28 октября 1918 года по 4 ноября 1918 года в Доме съездов Наркомпроса (бывший дом Московского политехнического общества при Высшем техническом училище, улица Грибоедова, дом № 4) состоялся 1-й съезд РКСМ, об этом свидетельствует мемориальная табличка.
В начале Великой Отечественной войны в районе была сформирована 7-я дивизия народного ополчения.
В 1978 году площадь жилфонда составляла 1961 тысяч м². Количество людей в районе на 1980 год составляло 105 тысяч.
В местности функционировало 70 производств, среди которых:
- объединение «Женская мода»
- завод счётно-аналитических машин
- завод автотракторного электрооборудования
- Моспищекомбинат
- ткацко-отделочный комбинат

На территории района существовали ВАСХНИЛ и 30 научно-исследовательских институтов, среди которых ЦНИИчермет и институт «Теплоэлектропроект», работали вузы: МВТУ, МИХМ, МИИГАиК, Институт инженеров землеустройства.
В районе действовали: 21 школа, 52 дошкольных здания, 9 больниц, 24 поликлиники, 100 продуктовых и 52 промышленных магазина, также имелось здание Бауманского рынка, 300 предприятий общепита. Культурно-просветительские организации: театр «Современник», Театр кукол, музеи: Политехнический, Истории и реконструкции Москвы, Н. Е. Жуковского, В. В. Маяковского, А. М. Васнецова. Здесь работали Центральная политехническая библиотека, 38 библиотек, 3 кинотеатра, 13 домов культуры, а также сад имени Н. Э. Баумана.